# تام لنتوس
تام لنتوس (انگلیسی: Tom Lantos; ‏۱ فوریهٔ ۱۹۲۸ – ۱۱ فوریهٔ ۲۰۰۸) یک سیاست‌مدار، و اقتصاددان اهل ایالات متحده آمریکا بود.
وی همچنین برنده جوایزی همچون نشان افتخار آزادی رئیس‌جمهوری شده‌است.